# Steve Jablonsky
Steve Jablonsky est un compositeur américain, né le 9 octobre 1970 à Los Angeles. Il met en musique des films, séries télévisées et jeux vidéo.

## Biographie

### Jeunesse et formations
Steve Jablonsky naît le 9 octobre 1970 à Los Angeles, en Californie.
Jeune, il s'inscrit à l'Université de Californie à Berkeley pour les études sur l'informatique, puis, un an plus tard, il change de section, celle de la composition musicale. Diplôme dans sa poche, en 1996, il est stagiaire chez Remote Control Productions de Hans Zimmer, après avoir téléphoné à ce studio pour savoir s'ils n'avaient pas besoin d'aide. Pendant tout ce temps-là, il rencontre Harry Gregson-Williams, un collègue de Hans Zimmer, et commence à travailler avec son assistant. Plus tard, il est engagé par Hans Zimmer et commence à composer des bandes originales, en particulier pour la série  Desperate Housewives et la série de films Transformers.

### Carrière
En 2003, Steve Jablonsky compose les bandes originales de films Massacre à la tronçonneuse (The Texas Chainsaw Massacre) de Marcus Nispel et Steamboy (2004) de Katsuhiro Otomo.
En 2004, il collabore également au film d'animation Team America, police du monde (Team America: World Police), entre autres. De plus, il aide à composer une partie de la musique pour le jeu vidéo Metal Gear Solid 2: Sons of Liberty, et a composé le thème de Les Sept Merveilles du monde industriel (Seven Wonders of the Industrial World). Il écrit également de la musique pour Desperate Housewives (2004-2012), depuis le quatrième épisode. Sa piste Trailblazing sert de thème d'ouverture pour WrestleMania X8 et WrestleMania XIX, ainsi que sur la bande sonore à l'induction TNA Hall of Fame de Sting.
En 2005, il compose pour The Island de Michael Bay, Transformers (2007) de Michael Bay, D-War (2007) de Hyung-rae Shim. Il écrit également la musique de Command and Conquer 3 : Les Guerres du Tiberium (Command & Conquer 3: Tiberium Wars, 2007), prenant la place de Frank Klepacki, ancien compositeur de Command & Conquer, incapable d'écrire la bande originale du jeu en raison de sa participation à Universe at War: Earth Assault.
En 2011, il met en musique dans Transformers 3 : La Face cachée de la Lune (Transformers: Dark Side of the Moon) de Michael Bay, Battleship (2012) de Peter Berg, La Stratégie Ender (Ender's Game, 2013) de Gavin Hood — en remplacement du célèbre compositeur de films James Horner — et Transformers : L'Âge de l'extinction (Transformers: Age of extinction, 2014) de Michael Bay.
En février 2015, il est engagé pour composer la bande originale du film Le Dernier Chasseur de sorcières  (The Last Witch Hunter) de Breck Eisner. Il compose également le film Ninja Turtles 2  (Teenage Mutant Ninja Turtles: Out of the Shadows, 2015) de Dave Green et de Deepwater (Deepwater Horizon, 2016) de Peter Berg.

## Filmographie

### Compositeur

#### Cinéma

##### Longs métrages
- 2003 : Massacre à la tronçonneuse (The Texas Chainsaw Massacre) de Marcus Nispel
- 2004 : Steamboy de Katsuhiro Otomo
- 2005 : Amityville d'Andrew Douglas
- 2005 : The Island de Michael Bay
- 2006 : Massacre à la tronçonneuse : Le Commencement (The Texas Chainsaw Massacre: The Beginning) de Jonathan Liebesman
- 2007 : Hitcher de Dave Meyers
- 2007 : Transformers de Michael Bay
- 2007 : D-War de Hyung-rae Shim
- 2009 : Vendredi 13 (Friday the 13th) de Marcus Nispel
- 2009 : Transformers 2 : la Revanche (Transformers : Revenge of the Fallen) de Michael Bay
- 2010 : Freddy : Les Griffes de la nuit (A Nightmare on Elm Street) de Samuel Bayer
- 2011 : Votre Majesté (Your Highness) de David Gordon Green
- 2011 : Transformers 3 : La Face cachée de la Lune (Transformers: Dark Side of the Moon) de Michael Bay
- 2012 : Battleship de Peter Berg
- 2012 : Gangster Squad de Ruben Fleischer
- 2013 : No Pain No Gain (Pain and Gain) de Michael Bay
- 2013 : La Stratégie Ender (Ender's Game) de Gavin Hood
- 2013 : Du sang et des larmes (Lone Survivor) de Peter Berg
- 2014 : Transformers : L'Âge de l'extinction (Transformers: Age of extinction) de Michael Bay
- 2015 : Le Dernier Chasseur de sorcières (The Last Witch Hunter) de Breck Eisner
- 2016 : Keanu de Peter Atencio (co-compositeur avec Nathan Whitehead)
- 2016 : Ninja Turtles 2 (Teenage Mutant Ninja Turtles: Out of the Shadows) de Dave Green
- 2016 : Deepwater (Deepwater Horizon) de Peter Berg
- 2017 : Transformers: The Last Knight de Michael Bay
- 2018 : Skyscraper de Rawson Marshall Thurber
- 2019 : Spenser Confidential de Peter Berg
- 2020 : Bloodshot de Dave Wilson
- 2021 : Red Notice de Rawson Marshall Thurber
- 2024 : Borderlands d'Eli Roth

##### Courts métrages
- 1998 : Sorrow's Child de Unjoo Moon
- 2002 : Hostage de  John Woo
- 2011 : Transformers: The Ride - 3D de Thierry Coup
- 2012 : Where's Waldo? de Travis Neal
- 2014 : Krueger: A Walk Through Elm Street de Chris R. Notarile
- 2014 : Krueger: The Slasher from Elm Street de Chris R. Notarile
- 2014 : Unimaginable de Kevin Moore
- 2015 : Regret & Retribution de Walker Friend

#### Télévision

##### Téléfilms
- 2002 : En direct de Bagdad (Live from Baghdag) de Mick Jackson
- 2005 : Desperate Housewives Special: Sorting Out the Dirty Laundry
- 2006 : Desperate Housewives Special: All the Juicy Details
- 2006 : Desperate Housewives Special: The More You Know, the Juicier It Gets
- 2006 : ''Him and Us de Cindy Chupack
- 2013 : The List de Ruben Fleischer
- 2013 : Occult de Rob Bowman
- 2016 : 2.0 d'Arin Lister

##### Séries télévisées
- 2003 : Agence Matrix (Threat Matrix) (2 épisodes)
- 2003 : Les sept merveilles du monde industriel (Seven Wonders of the Industrial World) (7 épisodes)
- 2004-2012 : Desperate Housewives (159 épisodes)
- 2005 : The Contender (co-compositeur avec James Michael Dooley)
- 2005 : Threshold : Premier Contact (cocompositeur avec Ramin Djawadi)
- 2014 : Redneck Brothers
- 2014 : The Last Ship (épisode No Place Like Home)
- 2015 : The WWP Movie
- 2015 : You, Me and the Apocalypse (10 épisodes)

### Jeux vidéo
- 2001 : Metal Gear Solid 2: Sons of Liberty de Hideo Kojima (musique de Harry Gregson-Williams et Norihiko Hibino) (musiques additionnelles)
- 2007 : Command and Conquer 3 : Les Guerres du Tiberium de Mike Verdu (co-compositeur avec Trevor Morris)
- 2007 : Transformers, le jeu (cocompositeur avec Jay Flood)
- 2008 : Gears of War 2
- 2008 : Command and Conquer 3: Kane's Wrath
- 2009 : Les Sims 3
- 2010 : Prince of Persia : Les Sables oubliés
- 2011 : Gears of War 3
- 2013 : Gears of War: Judgment

### Musiques additionnelles
- 1997 : Le Petit Monde des Borrowers de Peter Hewitt (assistant musique de Harry Gregson-Williams
- 1997 : Smilla de Bille August (musique de Hans Zimmer et Harry Gregson-Williams)
- 1997 : Le Suspect idéal de Jonas Pate (musique de Harry Gregson-Williams)
- 1998 : Un tueur pour cible d'Antoine Fuqua (musique de Harry Gregson-Williams)
- 1998 : Ennemi d'État de Tony Scott (musique de Harry Gregson-Williams et Trevor Rabin)
- 1998 : Fourmiz d'Eric Darnell (musique de Harry Gregson-Williams et John Powell)
- 1998 : Armageddon de Michael Bay (musique de Trevor Rabin et Harry Gregson-Williams)
- 1998 : Sorrow's Child d'Unjoo Moon
- 1998 : Border to Border de Thomas Whelan
- 1999 : Whatever Happened to Harold Smith? de Peter Hewitt (musique de Harry Gregson-Williams) (programmation)
- 1999 : Light It Up de Craig Bolotin (musique de Harry Gregson-Williams)
- 2000 : Chicken Run de Peter Lord (musique de Harry Gregson-Williams et John Powell)
- 2000 : King of the Jungle de Seth Zvi Rosenfeld (musique de Harry Gregson-Williams)
- 2001 : Pearl Harbor de Michael Bay (musique de Hans Zimmer)
- 2001 : Hannibal de Ridley Scott (musique de Hans Zimmer)
- 2002 : Spirit, l'étalon des plaines de Kelly Asbury (musique de Hans Zimmer)
- 2003 : Bad Boys 2 de Michael Bay (musique de Trevor Rabin)
- 2003 : Pirates des Caraïbes : La malédiction du Black Pearl de Gore Verbinski (musique de Hans Zimmer)
- 2003 : Les Larmes du soleil d'Antoine Fuqua (musique de Hans Zimmer)
- 2004 : Team America, police du monde de Trey Parker (musique de Harry Gregson-Williams)